# The Rock (album, John Entwistle)
The Rock je šesté sólové studiové album anglického hudebníka Johna Entwistlea z The Who. Je to jeho první album od vydání Too Late the Hero v roce 1981 a jediné, které vydal pod Griffin Music.
Album bylo nahráno během osmnácti měsíců v letech 1985 až 1986 v Entwistleových studiích Hammerhead v Gloucestershire. Původně bylo k vydání plánováno u WEA v roce 1986, ale oficiálně vyšlo až o deset let později. Album vyšlo mezi roky 1996 a 2005 ve čtyřech různých edicích, pokaždé s jiným obalem.
The Rock je jediné Entwistleovo album, na kterém nezpívá hlavní vokály – do této role byl obsazen Kanaďan amerického původu Henry Small, bývalý člen skupiny Prism. 

## Seznam skladeb
Až na uvedené výjimky jsou autory všech skladeb Henry Small a Devin Powers.
| Pořadí | Název                      | Autor                                     | Délka |
| ------ | -------------------------- | ----------------------------------------- | ----- |
| 1.     | Stranger in a Strange Land | Thomas Whitlock, Eddie Money, Henry Small | 4:29  |
| 2.     | Love Doesn't Last          | John Entwistle                            | 3:38  |
| 3.     | Suzie                      | Small, Devin Powers, Davitt Sigerson      | 4:28  |
| 4.     | Bridges Under the Water    | Entwistle                                 | 4:03  |
| 5.     | Heartache                  |                                           | 5:05  |
| 6.     | Billy                      |                                           | 3:45  |
| 7.     | Life After Love            | Entwistle                                 | 4:19  |
| 8.     | Hurricane                  |                                           | 4:23  |
| 9.     | Too Much Too Soon          |                                           | 3:30  |
| 10.    | Last Song                  | Entwistle                                 | 3:54  |
| 11.    | Country Hurricane          |                                           | 0:43  |

## Obsazení
- John Entwistle – basová kytara, trubka, pozoun
- Henry Small – hlavní a doprovodné vokály, trubka, pozoun
- Gene Black – kytara
- Devin Powers (Mark R. Adams) – kytara
- Zak Starkey – bicí
- Adrian Cook – klávesy

Produkce
- Martin Adam – producent, inženýr
- The Rock – producent
- John Entwistle – postprodukce, obálka alba
- Bob Pridden – postprodukce
- Jon Astley – mastering